# Johan Wiland
Johan Wiland (født 24. januar 1981 i Sverige) er en svensk fodboldmålmand, der spiller for Hammarby IF. Han har tidligere spillet for bl.a. F.C. København og Malmö FF.

## Karriere
Johan Wiland startede karrieren i Rydboholms SK og skiftede i 1997 til IF Elfsborg.
IF Elsborg
Wiland fik fast startplads fra 2001. Wiland var med på holdet, da IF Elfsborg blev svensk mester i 2006. Wiland opnåede 206 kampe for Elfsborg inden skiftet til FC København.
FCK
Wiland debuterede for FC København i en træningskamp mod Malmö FF den 28. januar 2009, hvor det blev til en enkelt halvleg. Wiland havde svært ved at opnå spilletid i konkurrence med klubbens anden målmand, Jesper Christiansen, men da Christiansen blev langtidsskadet i sidste halvdel af efterårssæsonen 2009 opnåede Wiland spilletid på holdet, hvor Wiland spillede fast indtil afslutningen af sæsonen 2013/14.
I sæsonen 2013/14 havde Wiland en række skader, ligesom der bl.a. af træner Ståle Solbakken blev udtrykt bekymring over Wilands niveau. I forårssæsonen var Wiland ligeledes udsat for en række skader, og i maj 2014 hentede FCK Stephan Andersen som konkurrent til Wiland.
Efter sommerpausen 2014 fik Wiland alene spilletid i et par træningskampe og i en enkelt pokalkamp. Han skiftede i sommerpausen 2015 til Malmö FF.
Wiland opnåede 141 kampe i Superligaen for FCK samt 43 kampe i Champions League og Europa League og otte pokalkampe.
Johan Wiland modtog "Det gyldne bur" i 2010 og i 2011 for sine præstationer i den danske superliga.
Malmö FF
Efter FCK kam Wiland til Malmö FF, hvor han fik pladsen som 1. målmand.
Kort efter, at Malmö FF overraskende røg ud af kvalifikationsrunderne til UEFA Champions League 2017-18 meddelte Wiland, at han skiftede til Stockholmer-klubben Hammarby IF med øjeblikkelig virkning.
Hammarby IF
Den 28. juli 2017 meddelte Hammarby IF, at de havde skrevet en 2½ år lang kontrakt med Wiland, der skiftede med øjeblikkelig virkning til klubben.

### Landshold
Wiland var med Sverige til EM i 2008, og han var en del af holdet i forbindelse med kvalifikationen til VM i 2010.